# Glenda Reyna
Glenda Reyna González (Caborca, Sonora, 7 de mayo de 1952) es una modelo, empresaria, diseñadora de moda y personalidad de televisión mexicana, conocida por ser miembro del jurado del reality show de Sony Entertainment Television Mexico's Next Top Model. Es madre de la actriz y cantante mexicana Eiza Gonzalez.

## Biografía

### Primeros años y carrera como modelo
Glenda Reyna nació en Caborca, Sonora. Reyna se encontraba estudiando la carrera de odontología. Sin embargo, su sueño se transformó cuando su gran amiga la modelo y diseñadora de moda Wanda Amiero, no pudo acudir a un desfile que tenía en México y le pidió a Reyna que fuera su sustituta. Después de ello, Reyna comenzó su carrera como modelo, desfilando y trabajando para importantes marcas en México, Estados Unidos y Europa. Al retirarse del modelaje decidió aprovechar la experiencia y los contactos adquiridos en el medio para abrir su propia agencia de modelos Glenda Modeling Training en México.
Reyna ha buscado que las modelos consideren su trabajo de manera profesional, durante sus años de trabajo ha formado a grandes modelos como Eugenia Cauduro, Heidi Balvanera, Celina del Villar, Dinorah Cetina, Dora Benítez, Martha Cristiana, Aurora Robles, Carmen Campuzano, Maggie Jiménez y Elsa Benítez.
De 2009 a 2014, fue jurado del reality show Mexico's Next Top Model.

## Filmografía
- Mexico's Next Top Model (2009-2014)